# Amb un gos i un gat, riuràs encantat
Inu to Neko Docchimo Katteru to Mainichi Tanoshii (originalment en japonès, 犬と猫どっちも飼ってると毎日たのしい) és una sèrie de manga japonesa escrita per Hidekichi Matsumoto. Es va serialitzar en línia a través del compte de Twitter del mateix Matsumoto, així com del lloc web de pixiv Comic, des del 2017, i l'editorial Kōdansha ho va recopilar en sis volums tankōbon.
L'estudi Team Till Dawn va adaptar-ho com a sèrie d'anime, que es va emetre del 2 d'octubre de 2020 al 27 de març de 2021 a la franja Super Animeism de diversos canals. La sèrie està formada per 24 episodis. La distribuïdora Coalise Estudio va estrenar l'octubre de 2022 el doblatge en català balear amb el títol d'Amb un gos i un gat, riuràs encantat.

## Personatges
Inu-kun (犬くん)
Veu: Kana Hanazawa (japonès)
Neko-sama (猫さま)
Veu: Tomokazu Sugita (japonès)
Hidekichi Matsumoto (松本ひで吉, Matsumoto Hidekichi)
Veu: Mai Kanazawa (japonès)